# Andreas Katsulas

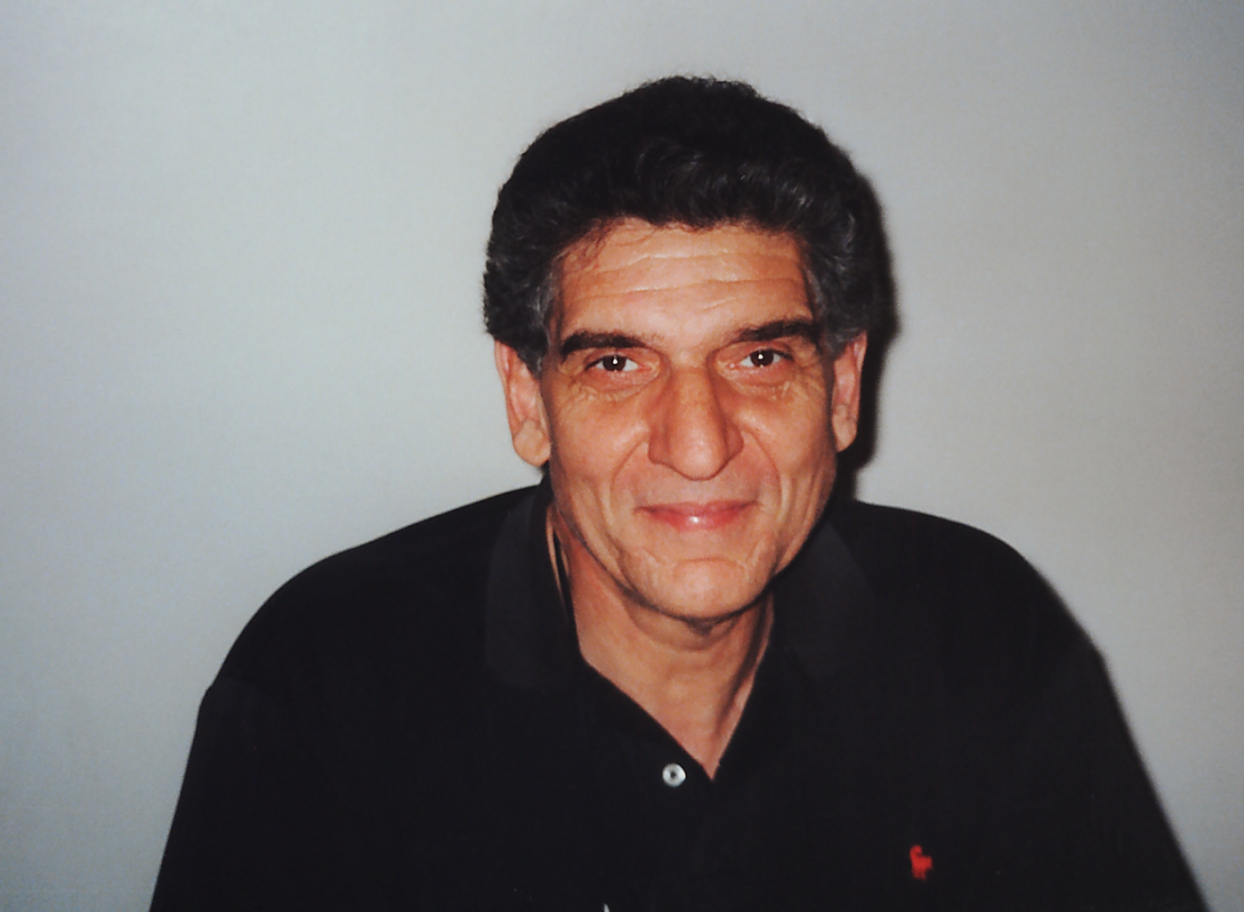
Andreas Katsulas in Stuttgart, 2000

Andreas Katsulas (* 18. Mai 1946 in St. Louis, Missouri; † 13. Februar 2006 in Los Angeles, Kalifornien) war ein US-amerikanischer Schauspieler.

## Leben
Katsulas wurde 1946 in St. Louis als Sohn griechisch-amerikanischer Eltern geboren. Er studierte Theater an der St. Louis University und erhielt 1969 seinen Master im Fach Theater an der Indiana University in Bloomington. 1971 schloss er sich Peter Brooks Centre International de Recherche Théâtrale (CIRT) in Paris an, einer Organisation und Theaterformation, deren Ziel es war, neue experimentelle Formen des Theaters zu entwickeln. Er blieb dort 15 Jahre, bis 1986, und spielte in dieser Zeit auf zahlreichen internationalen Theaterfestivals und auf Theaterbühnen in Afrika, Asien und Europa.
Seine ersten Filmauftritte hatte Andreas Katsulas 1979 in dem französischen Film Série Noire und der griechisch-deutschen Co-Produktion Milo Milo. 1986 zog er nach Los Angeles und trat in zwei größeren amerikanischen Filmen auf: Der Sizilianer von Michael Cimino und Ridley Scotts Der Mann im Hintergrund. Seitdem hatte Katsulas zahlreiche Auftritte in Film und Fernsehen. Zu seinen bekanntesten Rollen zählen die des einarmigen Bösewichts Frederic Sykes in dem Film Auf der Flucht von 1993 und die des außerirdischen Botschafters G’Kar in der Science-Fiction-Fernsehserie Babylon 5, die von 1993 bis 1998 produziert wurde. Für den Babylon-5-Fernsehfilm Legend of the Rangers stand er 2002 zum letzten Mal als G’Kar vor der Kamera.
Im Fernsehen war er noch in vielen weiteren Rollen zu sehen. In der Fernsehreihe Raumschiff Enterprise – Das nächste Jahrhundert trat er in mehreren Folgen als romulanischer Commander Tomalak auf. In der Serie Star Trek: Enterprise verkörperte er in der Episode Cogenitor einen vissianischen Kapitän. Weitere Gastauftritte hatte er unter anderem in Spacecop L.A., Hunter, Mord ist ihr Hobby, Millennium – Fürchte deinen Nächsten wie Dich selbst, New York Cops – NYPD Blue und Diagnose: Mord. 1998 nahm Katsulas gemeinsam mit einigen seiner Schauspielerkollegen aus Babylon 5 eine CD auf, The BeFive, auf der er zwei Lieder singt.
Andreas Katsulas starb am 13. Februar 2006 im Alter von 59 Jahren an Lungenkrebs. Auf der Babylon-5-DVD Vergessene Legenden ist der Nachruf einiger Kollegen und des Regisseurs Joseph Michael Straczynski zu finden, in dem einige Anekdoten aus der Zeit am Set von Babylon 5 erzählt werden.

## Filmografie (Auswahl)
- 1979: Série noire
- 1979: Milo Milo
- 1987: Der Sizilianer
- 1987: Der Mann im Hintergrund (Someone to Watch Over Me)
- 1987: Max Headroom (Episoden Grossberg’s Return, Whackets und Baby Grobags)
- 1988: Sunset – Dämmerung in Hollywood (Sunset)
- 1989: Die Besucher (Communion)
- 1989: Ruf nach Vergeltung (Next of Kin)
- 1989–1994: Raumschiff Enterprise – Das nächste Jahrhundert (englisch Star Trek: The Next Generation; in 4 Folgen)
- 1990: Der Tod des unheimlichen Hulk (The Death of the Incredible Hulk)
- 1991: Der große Blonde mit dem schwarzen Fuß (True Identity)
- 1993: Babylon 5: Die Zusammenkunft (Babylon 5: The Gathering)
- 1993: Hot Shots! Der zweite Versuch (Hot Shots! Part Deux)
- 1993: Auf der Flucht (The Fugitive)
- 1994: Diagnose: Mord (Episode Die Waffe heißt Pest)
- 1994–1998: Babylon 5 (Babylon 5) (65 Episoden)
- 1996: Einsame Entscheidung (Executive Decision)
- 1997: Bombenattentat auf das World Trade Center (Path to Paradise: The Untold Story of the World Trade Center Bombing)
- 1998: Babylon 5: Der erste Schritt (Babylon 5: In the Beginning)
- 1998: Mafia! – Eine Nudel macht noch keine Spaghetti! (Jane Austen’s Mafia!)
- 2002: Babylon 5: Legende der Ranger (Babylon 5: The Legend of the Rangers: To Live and Die in Starlight)
- 2003: Star Trek: Enterprise (Staffel 2, Episode 22: Cogenitor - Drennik, Captain des vissianischen Raumschiffes)
- 2003: New York Cops – NYPD Blue (Episode Shear Stupidity)